# Drepanosiphum oregonensis
Drepanosiphum oregonensis är en insektsart. Drepanosiphum oregonensis ingår i släktet Drepanosiphum och familjen långrörsbladlöss. Inga underarter finns listade i Catalogue of Life.